# 赤松利市
赤松 利市（あかまつ りいち、1956年〈昭和31年〉2月5日 - ）は、日本の小説家。香川県（同県の小豆島〈同県小豆島町または土庄町〉）生まれ。日本ペンクラブ会員。日本推理作家協会会員。

## 経歴
赤松の父は著名な植物病理学者であった。小学生の時にアメリカで2年間を過ごした（帰国子女）。関西大学文学部を卒業して、大手消費者金融会社に入社。上場準備のために激務をこなした結果燃え尽き症候群となってしまい、30歳を前に退社。ゴルフ場の芝生管理の仕事に就き、35歳で起業。バブル景気末期の影響もあり業績は好調で年収は2千万円を超えたが、精神病を患った娘とともに暮らす生活の中で会社が回らなくなり、仕事も家庭も破綻したという。2011年の東日本大震災後は5年ほど東北に住み、宮城県で土木作業員、福島県で除染作業員を経験した。除染作業で追い詰められ、所持金5千円で上京。風俗店の呼び込みなどで食いつなぎながら「住所不定」の生活を送り、漫画喫茶で書き上げた『藻屑蟹』（徳間書店）で2018年に第1回大藪春彦新人賞を受賞。
2018年、『鯖』で第32回山本周五郎賞候補。
2019年、『ボダ子』で第33回山本周五郎賞候補。
2020年、『犬』で第22回大藪春彦賞を受賞。これを機にアパートを借り、約4年間生活した漫画喫茶から拠点を移した。

## 作品リスト

### 単行本
- 『鯖』（徳間書店、2018年6月／徳間文庫、2020年7月）
- 『らんちう』（双葉社、2018年11月／双葉文庫、2021年11月）
- 『らんちう　มีแต่ปลาทองเท่านั้นที่รู้』（タイ語翻訳版[15]、2020年9月）
- 『藻屑蟹』（徳間文庫、2019年3月）
- 『ボダ子』[16]（新潮社、2019年4月／新潮文庫、2022年1月）
- 『純子』（双葉社、2019年7月／双葉文庫、2022年11月）
- 『犬』（徳間書店、2019年9月／徳間文庫、2023年1月）
- 『女童(めのわらわ)』（光文社、2019年12月／光文社文庫、2022年8月）
- 『下級国民A』（CCCメディアハウス、2020年2月／翻訳版 [17]、2021年10月／下級国民A〈文庫版〉幻冬舎文庫 2024年10月）
- 『アウターライズ』（中央公論新社、2020年3月／中公文庫、2023年3月）
- 『白蟻女』（光文社、2020年8月／光文社文庫、2023年8月）
- 『風致の島』[18]（講談社、2020年11月／講談社文庫、2024年8月）
- 『隅田川心中』（双葉社、2021年2月 ／双葉文庫、2024年4月）
- 『饗宴』（小学館、2021年12月）
- 『エレジー』（光文社、2022年3月）
- 『東京棄民』（講談社文庫、2022年5月）
- 『救い難き人』（徳間書店、2023年7月）
- 『あじろ』（双葉社、2024年5月）

### 雑誌掲載作品等
小説
- 「藻屑蟹」 - 『読楽』2018年3月号（徳間書店）
- 「藻屑蟹 1」 - 徳間書店オリジナル電子書籍（2018年3月配信）
- 「夜の境目」 - 『小説宝石』2019年5月号（光文社）
- 「真夜中のホールインワン」 - 『小説新潮』2019年6月号（新潮社）
- 「おかあさんといっしょ」 - 『小説宝石』2019年7月号（光文社）
- 「ギャオ子」 - 『小説新潮』2019年8月号（新潮社）
- 「遺言」 - 『小説宝石』2019年10月号（光文社）
- 「宿無し」 - 『小説新潮』2020年1月号（新潮社)
- 「六区」 - 『小説宝石』2020年2月号（光文社）
- 「尻」 - 『小説新潮』2020年5月号（新潮社）
- 「隅田川心中」 - 『小説推理』2020年5月号 - 10月号（双葉社）
- 「下車」 - 『読楽』2020年5月号（徳間書店）
- 「白蟻女」 - 『小説宝石』2020年7月号（光文社）
- 「饗宴」 - 『週刊ポスト』2020年10月2日号～ 2021年10月8日号（小学館）
- 「吸血鬼倶楽部」 - 『小説新潮』2021年1月号（新潮社）
- 「髪人形」 - 『小説宝石』2021年1月号（光文社）
- 「救い難き人」 - 『アサヒ芸能』2021年3月11日号～ 2022年1月20日特大号（徳間書店）
- 「脳汁ドバドバ」 - 『小説現代』2021年7月号（講談社）
- 「流星」 - 『小説宝石』2021年08･09合併号（光文社）
- 「モス」 - 『週刊新潮』2021年9月16日号～2021年10月21日号（新潮社）
- 「アキラ」 - 『小説宝石』2021年11月号（光文社）
- 「あじろ」 - 『小説推理』2022年8月号 ～2022年12月号（双葉社）
- 「更地」 - 『小説宝石』2022年08･09月合併号（光文社）
- 「等閑」 - 『小説宝石』2023年7月号（光文社）
- 「山谷」 - 『小説宝石』2023年11･12合併号（光文社）
- 「カンバン」 - 『小説宝石』2024年7月号（光文社）
- 「思慕」 - 『小説宝石』2024年9月号（光文社）
- 「漂泊」 - 『小説宝石』2024年11月号（光文社）
- 「還流」 - 『小説宝石』2025年1月号（光文社）

エッセイ
- 「妹がくれた一万円札」 - 『小説トリッパー』2019年3月号（朝日新聞出版）
- 「共感されたいとは思いません」 - 『波』2019年5月号（新潮社）
- 「自分が娘にできなかったものを託しました」 - 『小説宝石』2020年1月号（光文社）
- 「貧困ではなかった」 - 『小説宝石』2020年10月号（光文社）
- 「失わなかった人たち」 - 『小説宝石』2022年4月号（光文社）
- 「白い画面」 - 『スピン/spin』2022年第1号（河出書房新社）
- 「逢いに行く」-『小説宝石』2022年11月号～不定期連載（光文社）
- 「鶯谷」-『現代ビジネス (webマガジン)』2023年12月16日配信～2024年7月6日配信（講談社）

### メディア出演
テレビ
・「激レアさんを連れてきた。」62歳で路上生活しながら小説を書き、めっちゃデカい賞を獲って作家デビューした人　-　『激レアさんを連れてきた。』 2023年5月8日（テレビ朝日）
動画サイト
・「街録ch ～あなたの人生、教えて下さい～」住所不定から62歳で作家デビュー/赤松利市　-　 2023年11月28日『街録ch～あなたの人生、教えて下さい～』(YouTube)
ラジオ
- 明日へのことば ｢ホームレスから作家へ｣　-　『ラジオ深夜便』 2020年1月8日（NHKラジオ）
- 大竹まことゴールデンラジオ！ ｢大竹メインディッシュ｣ゲスト出演　-　『大竹まこと ゴールデンラジオ!』 2020年4月17日（文化放送）
- 「ドリームワークス」 ゲスト出演 -『ドリームワークス』 2020年7月7日（調布FM）